# Listă de spitale și instituții publice de sănătate din București

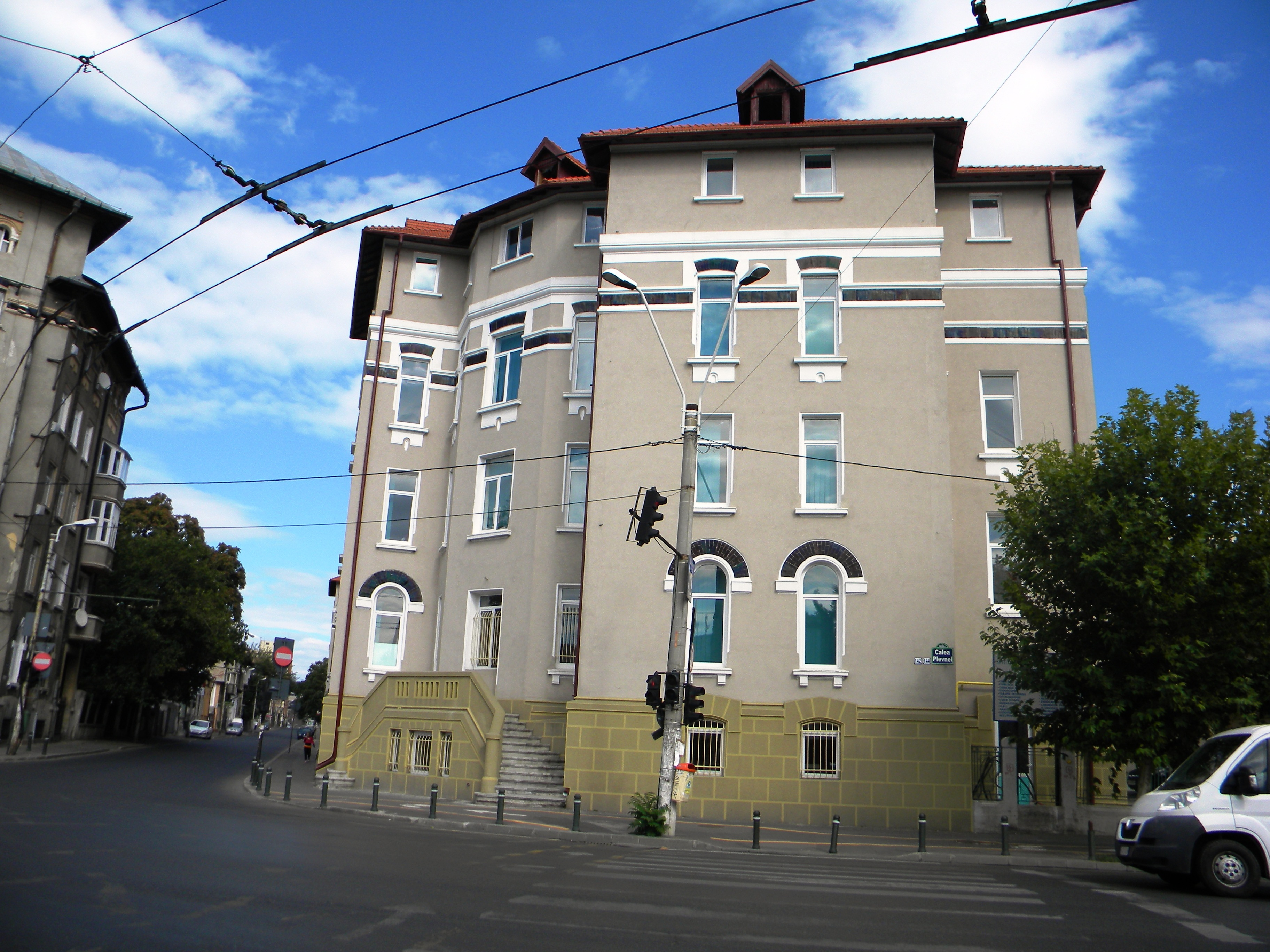
Spitalul Nr.1 Căi Ferate Witting

Aceasta este o listă a spitalelor și instituțiilor publice de sănătate din București.

## Unități sanitare publice cu paturi

### Unități aflate în subordineaMinisterului Sănătății

Spitalul Clinic de Urgență Floreasca

Spitalul Universitar de Urgență

Institutul de Endocrinologie Parhon

| Nr. crt. | Unitatea sanitară                                                                            | Sector | Anul înființării |
| -------- | -------------------------------------------------------------------------------------------- | ------ | ---------------- |
| 1        | Spitalul Clinic de Urgență pentru Copii „Grigore Alexandrescu”                               | 1      | 1886             |
| 2        | Spitalul Clinic de Urgență București                                                         | 1      | 1934             |
| 3        | Spitalul Clinic de Urgență Chirurgie Plastică, Reparatorie și Arsuri                         | 1      | 1958             |
| 4        | Spitalul Clinic de Urgențe Oftalmologice (București)                                         | 1      | 1949             |
| 5        | Spitalul Clinic de Urgență „Sfântul Pantelimon”                                              | 2      | 1972             |
| 6        | Spitalul Clinic de Urgență „Sfântul Ioan” București                                          | 4      | 1979             |
| 7        | Spitalul Clinic de Urgență pentru copii „Maria Sklodowska Curie”                             | 4      | 1984             |
| 8        | Spitalul Clinic de Urgență „Bagdasar-Arseni”                                                 | 4      | 1975             |
| 9        | Spitalul Universitar de Urgență București                                                    | 5      | 1978             |
| 10       | Institutul Clinic Fundeni                                                                    | 2      | 1959             |
| 11       | Institutul Clinic pentru Ocrotirea Mamei și Copilului „Alfred Rusescu”                       | 2      | 1920             |
| 12       | Institutul de Pneumoftiziologie „Marius Nasta”                                               | 5      | 1949             |
| 13       | Institutul Național de Endocrinologie „C.I. Parhon”                                          | 1      | 1946             |
| 14       | Institutul de Diabet Zaharat, Nutriție și Boli Metabolice Prof. Dr. N. Paulescu              | 1      | 1993             |
| 15       | Institutul de Urgență pentru Boli Cardiovasculare „C.C. Iliescu”                             | 2      | 1991             |
| 16       | Institutul Național de Geriatrie și Gerontologie „Ana Aslan”                                 | 1      | 1952             |
| 17       | Institutul Oncologic „Prof. Al. Trestioreanu” București                                      | 2      | 1949             |
| 18       | Institutul Național de Boli Infecțioase „Prof. Dr. Matei Balș”                               | 2      | 1990             |
| 19       | Institutul de Fonoaudiologie și Chirurgie Funcțională O.R.L. „Prof. Dr. D. Hociotă”          | 5      | 1972             |
| 20       | Institutul Național de Recuperare, Medicină Fizică și Balneologie                            | 3      | 1924             |
| 21       | Centrul Național Clinic de Recuperare neuropsihomotorie pentru copii „Dr. Nicolae Robănescu” | 4      | 1968             |
| 22       | Institutul Național de Neurologie și Boli Neurovasculare București                           | 4      | 1995             |

### Unități aflate în subordinea A.S.S.M.B.
Administrația Spitalelor și Serviciilor Medicale București (A.S.S.M.B.) are în prezent (2015) un număr de 19 unități sanitare în subordine:

Spitalul Clinic Colțea

Spitalul Sf. Pantelimon

| Nr. crt. | Unitatea sanitară                                                                  | Sector | Anul înființării |
| -------- | ---------------------------------------------------------------------------------- | ------ | ---------------- |
| 1        | Spitalul Clinic „Sfânta Maria” (București)                                         | 1      | cca. 1944        |
| 2        | Spitalul Clinic de Chirurgie Oro-Maxilo-Facială „Prof. Dr. Dan Theodorescu”        | 1      | 1935             |
| 3        | Spitalul Clinic de Boli Infecțioase și Tropice „Dr. Victor Babeș”                  | 3      | 1956             |
| 4        | Spitalul Clinic de Urologie „Prof. Dr. Theodor Burghele”                           | 5      | 1948             |
| 5        | Spitalul Clinic „Dr. Ioan Cantacuzino”                                             | 2      | 1930             |
| 6        | Spitalul Clinic de Nefrologie „Dr. Carol Davila”                                   | 1      | 1894             |
| 7        | Centrul de Evaluare și Tratament a Toxicodependențelor pentru Tineri „Sf. Stelian” | 6      | 2003             |
| 8        | Spitalul Clinic Colentina                                                          | 2      | 1858             |
| 9        | Spitalul Clinic Colțea                                                             | 3      | 1704             |
| 10       | Spitalul Clinic de Obstetrică și Ginecologie Filantropia                           | 1      | 1813             |
| 11       | Spitalul Clinic de ortopedie-traumatologie și TBC osteoarticular „Foișor”          | 2      | 1984             |
| 12       | Spitalul Clinic de Copii „Dr. Victor Gomoiu”                                       | 2      | 1927             |
| 13       | Spitalul de Psihiatrie TITAN „Dr. Constantin Gorgos”                               | 3      | 1979             |
| 14       | Spitalul Clinic „Nicolae Malaxa”                                                   | 2      | 1963             |
| 15       | Spitalul Clinic de Psihiatrie „Prof. Dr. Alexandru Obregia”                        | 4      | 1923             |
| 16       | Spitalul Clinic de Obstetrică-Ginecologie „Prof. Dr. Panait Sârbu”                 | 6      | 1951             |
| 17       | Spitalul de Pneumoftiziologie „Sfântul Ștefan”                                     | 2      | 1963             |
| 18       | Spitalul de Boli Cronice „Sf. Luca”                                                | 4      | 1973             |
| 19       | Centrul Clinic de Boli Reumatismale „Dr. Ion Stoia”                                | 5      | 1960             |

### Unități departamentale
| Nr. crt. | Unitatea sanitară                                                                        | Sector | Anul înființării | Se află în subordinea                           |
| -------- | ---------------------------------------------------------------------------------------- | ------ | ---------------- | ----------------------------------------------- |
| 1        | Spitalul Universitar de Urgență Elias                                                    | 1      | 1936             | Academiei Române                                |
| 2        | Spitalul Clinic „Prof. Dr. Constantin Angelescu”                                         | 3      | ?                | Ministerului Justiției                          |
| 3        | Penitenciarul Spital București-Rahova                                                    | 5      | 2003             | Administrației Naționale a Penitenciarelor      |
| 4        | Spitalul Universitar de Urgență Militar Central „Dr. Carol Davila”                       | 1      | 1831             | Ministerului Apărării Naționale                 |
| 5        | Spitalul de Urgență „Prof. Dr. Dimitrie Gerota”                                          | 2      | 1912             | Ministerului Afacerilor Interne                 |
| 6        | Spitalul Clinic Nr.1 Căi Ferate Witting                                                  | 6      | 1918             | Ministerului Transporturilor și Infrastructurii |
| 7        | Spitalul Clinic C.F. Nr.2                                                                | 1      | 1942             | Ministerului Transporturilor și Infrastructurii |
| 8        | Centrul de Sănătate R.A.T.B                                                              | 1      | 1937             | Ministerului Transporturilor și Infrastructurii |
| 9        | Spitalul Militar de Urgență „Prof. Dr. Agrippa Ionescu”                                  | 1      | 1958             | Serviciului Român de Informații                 |
| 10       | Centrul Clinic de Urgență de Boli Cardiovasculare al Armatei „Academician Vasile Cândea” | 1      | 1990             | Ministerului Apărării Naționale                 |

## Maternități

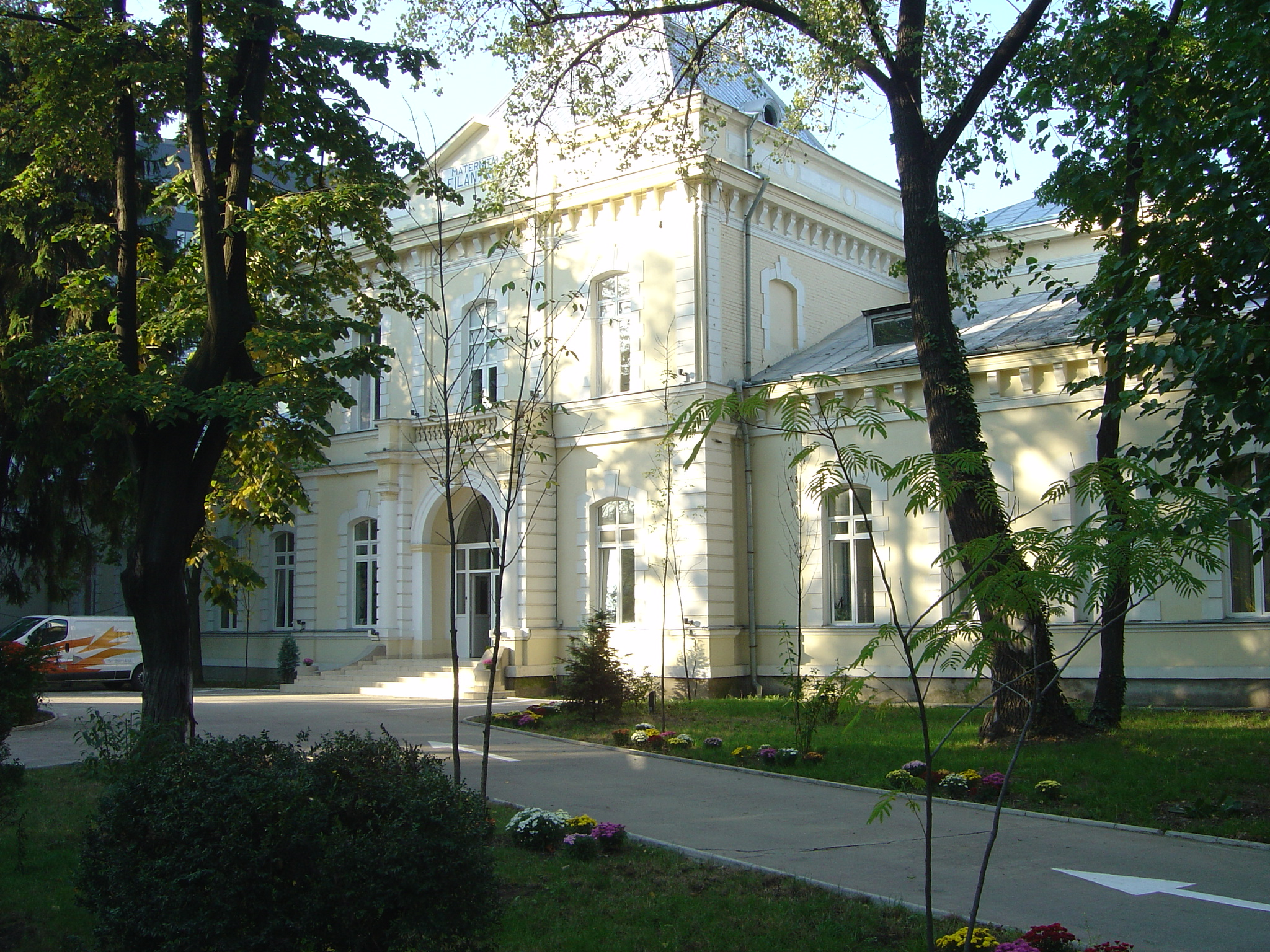
Spitalul Filantropia București

| Nr. crt. | Unitatea sanitară                 | Sector | Aparține de                                                            |
| -------- | --------------------------------- | ------ | ---------------------------------------------------------------------- |
| 1        | Maternitatea Elias                | 1      | Spitalul Universitar de Urgență Elias                                  |
| 2        | Maternitatea Cantacuzino          | 2      | Spitalul Clinic „Dr. Ioan Cantacuzino”                                 |
| 3        | Maternitatea „Sfântul Pantelimon” | 2      | Spitalul Clinic de Urgență „Sfântul Pantelimon”                        |
| 4        | Maternitatea Polizu               | 2      | Institutul Clinic pentru Ocrotirea Mamei și Copilului „Alfred Rusescu” |
| 5        | Maternitatea Filantropia          | 1      | Spitalul Clinic de Obstetrică și Ginecologie Filantropia               |
| 6        | Maternitatea Bucur                | 4      | Spitalul Clinic de Urgență „Sfântul Ioan” București                    |
| 7        | Maternitatea Giulești             | 6      | Spitalul Clinic de Obstetrică-Ginecologie „Prof. Dr. Panait Sârbu”     |
| 8        | Maternitatea „Nicolae Malaxa”     | 2      | Spitalul Clinic „Nicolae Malaxa”                                       |
| 9        | Maternitatea C.F. Nr.2            | 1      | Spitalul Clinic C.F. Nr.2                                              |

## Alte instituții publice de sănătate
| Nr. crt. | Nume | Sector | Anul înființării | Se află în subordinea                            |
| -------- | --- | ------ | ---------------- | ------------------------------------------------ |
| 1        | Ministerul Sănătății                                                                                        | 1      | 1922             | Guvernului României                              |
| 2        | Institutul Național de Medicină Aeronautică și Spațială „General Doctor Aviator Victor Anastasiu”           | 1      | 1920             | Ministerului Apărării Naționale                  |
| 3        | Centrul Medical de Diagnostic, Tratament Ambulatoriu și Medicină Preventivă (București)                     | 1      | ?                | Academiei Române                                 |
| 4        | Centrul Medical de Diagnostic și Tratament Ambulatoriu „Academician Dr. Ștefan Milcu”                       | 1      | 1949             | Ministerului Apărării Naționale                  |
| 5        | Institutul Național de Transfuzie Sanguină „Prof. Dr. C. T. Nicolau”                                        | 1      | 1949             | Ministerului Sănătății                           |
| 6        | Centrul de Transfuzie Sanguină București                                                                    | 1      | 1949             | Ministerului Sănătății                           |
| 7        | Agenția Națională de Transplant                                                                             | 1      | 2004             | Ministerului Sănătății                           |
| 8        | Centrul Național de Statistică și Informatică în Sănătate Publică                                           | 1      | 1970             | Ministerului Sănătății                           |
| 9        | Agenția Națională a Medicamentului și a Dispozitivelor Medicale                                             | 1      | 1956             | Ministerului Sănătății                           |
| 10       | Autoritatea Națională Sanitară Veterinară și pentru Siguranța Alimentelor                                   | 1      | 2004             | Ministerului Agriculturii și Dezvoltării Rurale  |
| 11       | Casa Județeană de Asigurări de Sănătate Ilfov                                                               | 1      | 1999             | Ministerului Sănătății                           |
| 12       | Centrul Național de Sănătate Mintală și Luptă Antidrog                                                      | 1      | 2009             | Ministerului Sănătății                           |
| 13       | Direcția de Sănătate Publică Ilfov                                                                          | 1      | 1999             | Ministerului Sănătății                           |
| 14       | Ordinul Asistenților Medicali Generaliști, Moașelor și Asistenților Medicali din România (O.A.M.G.M.A.M.R.) | 1      | 2001             | Ministerului Sănătății                           |
| 15       | Institutul Medico-Militar din București                                                                     | 1      | 1884             | Ministerului Apărării Naționale                  |
| 16       | Centrul de Cercetări Științifice Medico-Militare                                                            | 1      | 1968             | Ministerului Apărării Naționale                  |
| 17       | Centrul Național de Statistică și Informatică în Sănătate Publică                                           | 1      | 1948             | Institutului Național de Sănătate Publică        |
| 18       | Complexul de Servicii Sociale „Sf. Ecaterina”                                                               | 1      | 1897             | D.G.A.S. Sector 1                                |
| 19       | Serviciul de Ambulanță București-Ilfov                                                                      | 2      | 2009             | Ministerului Sănătății                           |
| 20       | Ordinul Asistenților Medicali Generaliști, Moașelor și Asistenților Medicali din București                  | 2      | 2001             | O.A.M.G.M.A.M.R.                                 |
| 21       | Direcția de Sănătate Publică a Municipiului București                                                       | 2      | 1999             | Ministerului Sănătății                           |
| 22       | Școala Națională de Sănătate Publică, Management și Perfecționare în Domeniul Sanitar București             | 2      | 2006             | Ministerului Sănătății                           |
| 23       | Centrul Teritorial Veterinar Sector 2                                                                       | 2      | 2001             | Consiliului Local Sector 2                       |
| 24       | Serviciul de Ambulanță București-Ilfov                                                                      | 2      | 2009             | Ministerului Sănătății                           |
| 25       | Institutul Național de Medicină Sportivă                                                                    | 2      | 1962             | Ministerului Sănătății                           |
| 26       | Academia de Științe Medicale                                                                                | 3      | 1935             | Ministerului Sănătății                           |
| 27       | Institutul de Virusologie „Ștefan S. Nicolau”                                                               | 3      | 1949             | Academiei Române                                 |
| 28       | Agenția Națională Antidrog                                                                                  | 3      | 2003             | Ministerului Afacerilor Interne                  |
| 29       | Institutul Național de Medicină Legală „Prof. Dr. Mina Minovici”                                            | 4      | 1892             | Ministerului Sănătății                           |
| 30       | Institutul Național de Cercetare-Dezvoltare în Domeniul Patologiei și Științelor Biomedicale „Victor Babeș” | 5      | 1887             | Ministerului Educației și Cercetării Științifice |
| 31       | Institutul Național de Statistică                                                                           | 5      | 2009             | Ministerului Sănătății                           |
| 32       | Institutul Național de Medicină Complementară și Alternativă București                                      | 5      | 2007             | Ministerului Sănătății                           |
| 33       | Institutul Național de Sănătate Publică                                                                     | 5      | 2009             | Ministerului Sănătății                           |
| 34       | Institutul Național de Expertiză Medicală și Recuperare a Capacității de Muncă                              | 5      | 1950             | Casei Naționale de Pensii Publice                |
| 35       | Institutul Național de Expertize Criminalistice                                                             | 5      | 1998             | Ministerului Justiției                           |

- Institutul de boli cerebrovasculare Prof. Dr. Vlad Voiculescu
- Institutul Național de Cercetare-Dezvoltare în domeniul Patologiei Prof. Dr. Victor Babes
- Institutul Național de cercetare-dezvoltare pentru microbiologie și imunologie Cantacuzino
- Spitalul Clinic Caritas
- Spitalul Clinic Dermato-Venerice Prof. Dr. Scarlat Longhin